# جیوی
جیوی (به ایتالیایی: Gioi) یک کومونه در ایتالیا است که در استان سالرنو واقع شده‌است.

## خصوصیات
جیوی ۲۸ کیلومترمربع مساحت و ۱٬۳۳۹ نفر جمعیت دارد و ۶۸۴ متر بالاتر از سطح دریا واقع شده‌است.